# Phyllanthus manicaensis
Phyllanthus manicaensis là một loài thực vật có hoa trong họ Diệp hạ châu. Loài này được Jean F.Brunel ex Radcl.-Sm. miêu tả khoa học đầu tiên năm 1996.